# Krasnohirka (Krasnohirka), Lenine
Krasnohirka (în ucraineană Красногірка) este localitatea de reședință a comunei Krasnohirka din raionul Lenine, Republica Autonomă Crimeea, Ucraina.

## Demografie
Componența lingvistică a localității Krasnohirka
     Rusă (56,51%)
     Tătară crimeeană (30,46%)
     Ucraineană (9,72%)
     Alte limbi (0,9%)
Conform recensământului din 2001, majoritatea populației localității Krasnohirka era vorbitoare de rusă (56,51%), existând în minoritate și vorbitori de tătară crimeeană (30,46%), ucraineană (9,72%) și armeană (1,9%).